# Rue Bressieux
Ne doit pas être confondu avec Bressieux.
La rue Bressieux est une voie publique de la commune française de Grenoble. Semi-piétonne, elle est située dans le quartier Hyper-centre de Grenoble

## Situation et accès

### Situation
La rue Bressieux permet de relier la rue Saint-François à la rue Montorge dans le quartier Hyper-centre de Grenoble. Elle débute au niveau de cette dernière rue à proximité immédiate de l'auberge Napoléon et de l'entrée du Jardin de Ville. Cette voie se termine à l'intersection de la rue du Saint-François et de la place Grenette par le No 8, selon un axe nord-sud.

### Accès
Accessible à pied et en voiture (en raison de la présence d'un important garage de voitures) depuis n'importe quel point de ville, cette voie est desservie par les lignes A, B  et D du réseau de tramway de l'agglomération grenobloise. La station la plus proche (située rue Molière), accessible par la place Grenette, se dénomme Victor Hugo.

## Origine du nom
Le nom de cette voie est dédié à la famille de Bressieux dont un membre y possédait une maison.

## Historique
Cette voie fut tout d'abord dénommée  « rue du Verbe-Incarné » en raison de la présence d'un couvent des religieuses relevant de l'Ordre du Verbe incarné, construit au XVe siècle à l’angle de cette rue et de la rue Saint-François.
En 1794, elle est rebaptisée « rue de l'Hospitalité », en raison des nombreux hôtels qui s'y trouvaient pour ensuite être dénommée rue Bressieux évoquant une ancienne famille qui y possédait une maison mais peut-être également en référence à de Marguerite de Bressieux, héroïne dauphinoise, morte au combat durant les conflits liés à la période de la guerre de Cent Ans.
Durant la période révolutionnaire et le Premier Empire, l'armée s’empare de tous les couvents de Grenoble pour y loger la troupe ou les transformer en prison avec notamment ma réalisation d’un corps de garde dans l’ancien couvent du Verbe Incarné.

## Bâtiments remarquables et lieux de mémoire

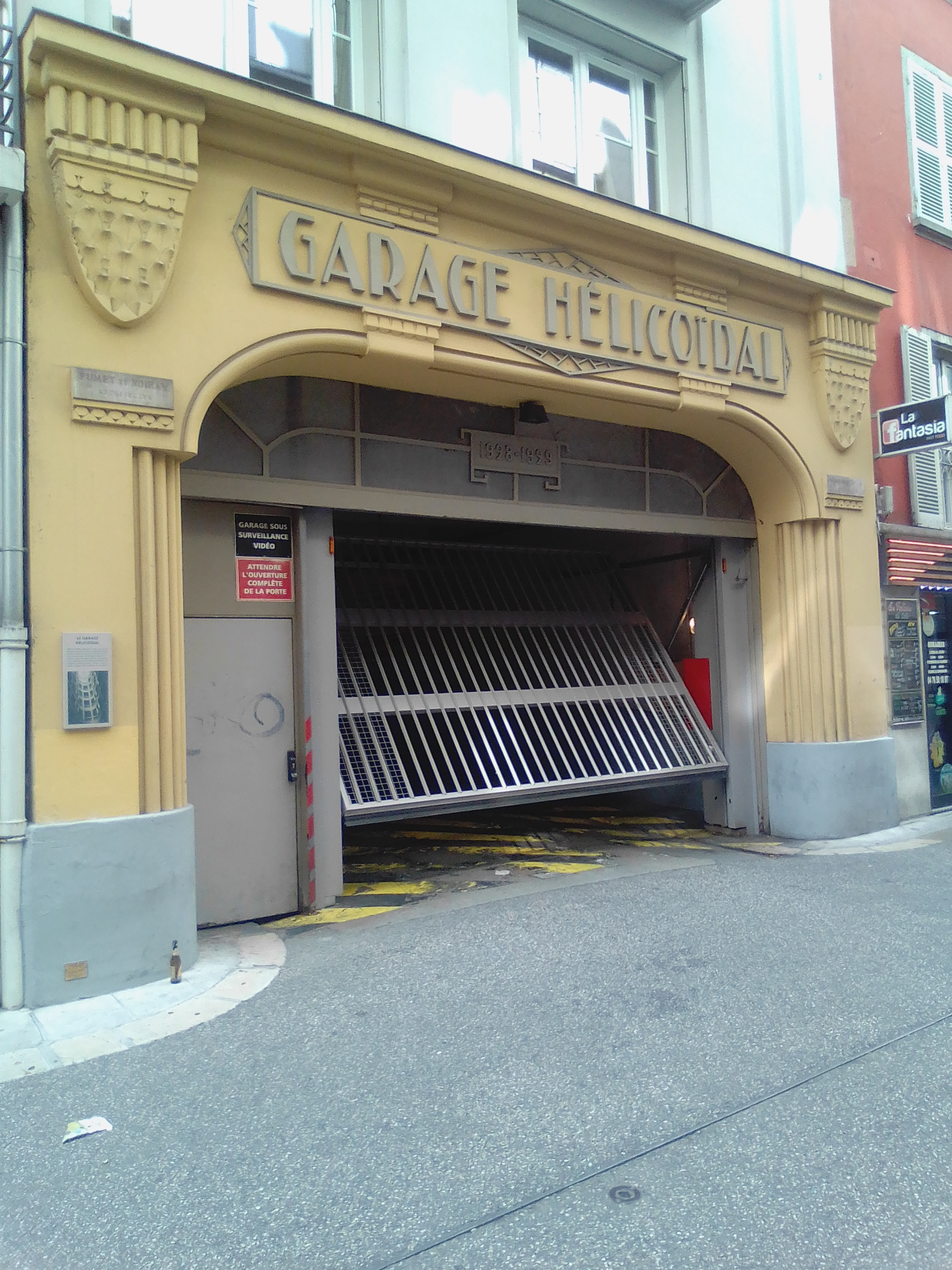
Entrée du garage hélicoïdal

- No 3 : la plus grande partie du côté impair de la rue est occupé par les Galeries Lafayette de Grenoble, anciennement, bâtiment des Galeries Modernes, construit en 1901 avec une charpente métallique[4].
- No 6 : le garage hélicoïdal de Grenoble, édifice de béton armé constitué par un grand garages à voitures au style architectural Art déco et datant des années 1930[5]. Depuis l’année 1989, le garage hélicoïdal est inscrit aux monuments historiques[6].